# Torre dos Ossos

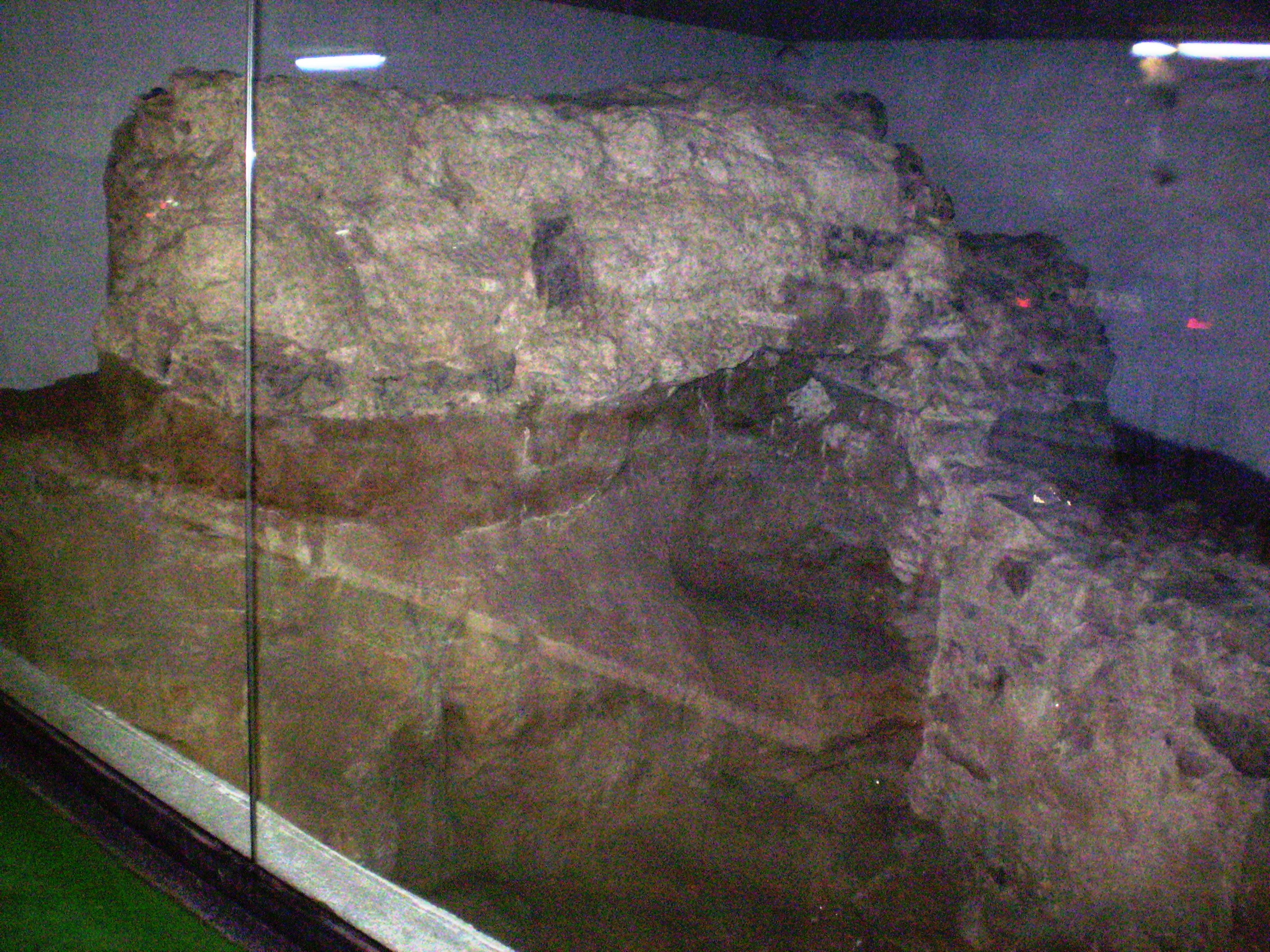
Torre dos Ossos, no estacionamento subterrâneo da Plaza de Oriente, em Madrid.

A chamada Torre dos Ossos localiza-se na cidade e município de Madrid, na província de Madrid, comunidade autónoma de mesmo nome, na Espanha.
Constitui-se em uma atalaia muçulmana, cujos restos encontram-se em exposição no estacionamento subterrâneo da praça de Oriente, na capital espanhola.

## História
A atalaia remonta ao século XI, erguida pela população islâmica que, dois séculos antes, erguera a fortificação de Mayrit, como parte integrante do seu sistema defensivo.
Postada fora da cidadela, tinha a função de vigilância do barranco do arroio do Arenal, na zona Noroeste da povoação, junto ao lugar onde hoje se ergue o Palácio Real de Madrid.
No contexto da Reconquista cristã da península, após a tomada de Madrid pelas forças de Afonso VI de Castela (1083), esta atalaia foi incorporada como uma torre albarrã à muralha cristã da cidade, erguida como uma ampliação do primitivo recinto muralhado muçulmano.
A nova estrutura protegia as fontes de abastecimento dos Canos do Peral, que se encontravam no local da actual praça de Isabel II, e garantia a segurança da Porta de Valnadú, um dos quatro acessos da referida cerca. Esta porta abria-se próximo à confluência das actuais ruas de la Unión e de Vergara, junto à fachada meridional do Teatro Real de Madrid.
A torre, que recebeu o seu nome pela sua proximidade com o antigo cemitério islâmico da "Huesa del Raf", foi descoberta durante as obras de remodelação da praça de Oriente, concluídas em 1996, durante a construcção de um estacionamento subterrâneo. Dela apenas se conserva, parcialmente, a sua base.

## Características
A torre apresenta planta quadrangular, combinando alvenaria e silhares, em sílex e pedra calcária.